# Andreas Olsen
Andreas Lava Olsen (ur. 9 października 1987 roku w Leirvík na Wyspach Owczych) – farerski piłkarz występujący na pozycji napastnika w klubie piłkarskim Víkingur Gøta oraz w reprezentacji Wysp Owczych.

## Kariera klubowa
Olsen rozpoczynał swą karierę w drugoligowym klubie LÍF Leirvík ze swojego rodzinnego miasta. Zadebiutował w nim 7 marca 2004 roku w przegranym 2:3 meczu Pucharu Wysp Owczych 2004 przeciwko SÍ Sumba. Pierwszą bramkę strzelił zaś w ligowym spotkaniu z FS Vágar, zakończonym rezultatem 2:7, 19 czerwca 2004. Przez kolejne cztery lata wystąpił w 76 meczach i zdobył 37 goli. W listopadzie 2007 roku LÍF połączył się z GÍ Gøta, tworząc nowy klub Víkingur Gøta, a Olsen został zawodnikiem podstawowego składu. Po raz pierwszy wystąpił dla niego 11 kwietnia 2008 roku w meczu trzeciej kolejki Vodafonedeildin przeciwko ÍF Fuglafjørður (0:1), a pierwszego gola zdobył w przegranym 1:2 spotkaniu kolejki drugiej, 20 kwietnia przeciwko B36 Tórshavn. Dla klubu grał do końca Vodafonedeildin 2009, występując w 54 spotkaniach, strzelając dziewiętnaście bramek i zdobywając Puchar Wysp Owczych (2009), a następnie przeniósł się na studia do Danii.
W styczniu 2010 roku podpisał umowę z drugoligowym klubem BK Frem, dla którego po raz pierwszy wystąpił w towarzyskim, przedsezonowym spotkaniu z Brønshøj BK, w którym zdobył gola otwierającego wynik. Jego drużyna wygrała wówczas 2:0. Do końca sezonu nie wystąpił w żadnym spotkaniu, zostając wypożyczonym na wakacje do Víkingur Gøta, gdzie jednokrotnie pojawił się na boisku. Klub Olsena w 2010 roku zbankrutował i został relegowany z drugiej ligi do kopenhaskiej ligi okręgowej, zawodnik jednak w nim pozostał. W rozgrywkach ligowych zadebiutował 2 kwietnia 2011 roku w meczu przeciwko BK Union (0:0). Łącznie do 2014 roku wystąpił w trzydziestu pięciu meczach i strzelił piętnaście bramek. Jego klub zdołał zaś awansować o dwie klasy rozgrywek do 2. Division.
Od lipca 2014, po zakończeniu studiów, stał się ponownie zawodnikiem Víkingura. Od tamtej pory wystąpił w jego składzie 77 razy i strzelił 26 bramek. Dwukrotnie zdobył z klubem Puchar Wysp Owczych (2014 i 2015), tyle samo razy Superpuchar (2015 oraz 2016), a także mistrzostwo archipelagu (2016).

## Kariera reprezentacyjna
Andreas Olsen po raz pierwszy reprezentował swój kraj w kadrze U-17 29 lipca 2003 roku w przegranym 0:2 meczu przeciwko Szkocji. Pierwszego i jedynego gola strzelił Łotwie 11 października (1:7). Wystąpił łącznie w siedmiu meczach kadry poniżej siedemnastego roku życia. Następnie zagrał trzy mecze w reprezentacji U-19, debiutując przeciwko Belgii (1:7). W reprezentacji U-21 wystąpił jedynie dwa razy - 17 listopada 2007 w meczu z Albanią (0:5) i 21 listopada z Włochami (0:1).
W reprezentacji Wysp Owczych pierwszy raz zagrał 20 sierpnia 2008 roku w przegranym 0:5 towarzyskim spotkaniu przeciwko Portugalii. Dotychczas jeszcze w dziewięciu spotkaniach. Swą pierwszą i jak dotąd jedyną bramkę zdobył w meczu przeciwko Austrii 5 września 2009 roku, zakończonym rezultatem 1:3.

## Sukcesy

### Klubowe
Víkingur Gøta
- Mistrzostwo Wysp Owczych (1x): 2016
- Puchar Wysp Owczych (3x): 2009, 2014, 2015
- Finalista Pucharu Wysp Owczych (1x): 2016
- Superpuchar Wysp Owczych (1x): 2015, 2016

BK Frem
- 1. miejsce w Danmarksserien (1x): 2011/12
- 1. miejsce w Københavnsserien (1x): 2010/11